# Белогорское (Саратовская область)
Белогорское — село в Красноармейском районе Саратовской области. Входит в состав Нижнебанновского муниципального образования.

## География

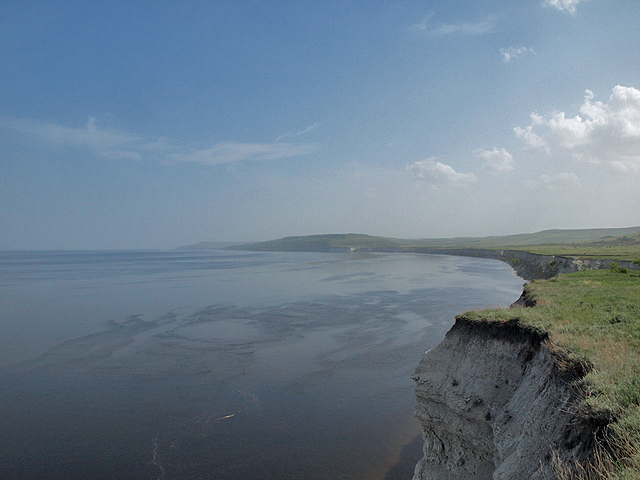
Волга на востоке Белогорского

Белогорское располагается на юге Саратовской области, в 91 километре от Саратова и 42 километрах от Красноармейска. От трассы федерального значения Р228, соединяющей Саратов и Волгоград, к селу ведёт дорога с асфальтовым покрытием. Ближайшая железнодорожная станция Приволжской региональной железной дороги Россоша находится в 19 километрах к северо-западу.
В районе села находятся месторождения кварцево-глауконитовых песков сеноманского яруса, меловых пород туронасенона и углеводородного топлива, проходит южная граница ареала лещины. Расположенный к югу от Белогорского Утёс Степана Разина является историко-культурным и археологическим памятником областного значения.

## История
На восточной окраине села археологами обнаружено средневековое поселение XIII—XIV веков с двумя могильниками — древнемордовским и древнерусским.
Современное поселение основали на рубеже XVII—XVIII веков беглые крестьяне. Из лыка липы, обильно росшей в окрестностях, жители плели лапти, в которые обувались волжские бурлаки, тянувшие торговые суда из Астрахани, Царицына и Камышина. Благодаря этому село получило своё первое название Лапоть. К концу XIX века в селе проживало 1713 жителей. Основными занятиями были рыбная ловля, полеводство и животноводство. В 1885 году было открыто земско-общественное училище, а 30 ноября 1887 года — церковно-приходская школа грамоты, первым учителем которой был Александр Филимонович Ухов-Соломин, проработавший в ней до перевода в Царицын в 1903 году.
На момент начала коллективизации село насчитывало 560 дворов и более 2000 жителей. Первый колхоз был создан в 1929 году. В 1930-е годы на меловых отложениях возле Утёса Степана Разина работал завод по производству извести и алебастра. С началом Великой Отечественной войны на фронт ушло более 100 жителей села, большая часть которых не вернулась. Уроженец села Н. М. Скоморохов —  лётчик-ас истребительной авиации, дважды Герой Советского Союза. В 1961-е годы колхоз был преобразован в совхоз, село получило своё современное название Белогорское.
В 1961 году указом Президиума Верховного Совета РСФСР село Лапоть переименовано в Белогорское.
В настоящее время Белогорское входит в Нижнебанновское сельское поселение. Из-за отсутствия газа, дороги и транспорта происходит отток населения в районный и областной центры. Несмотря на это, село, благодаря своим достопримечательностям и близости Утёса Степана Разина, остаётся привлекательным для туристов. В здании закрытой из-за недостатка учащихся школы её бывшим директором П. М. Парамоновым организован посвящённый истории Белогорского и жизни Н. М. Скоморохова музей, в котором собраны найденные в окрестностях села старинные предметы быта, фотографии и экспонаты советского периода истории, гражданской и Великой Отечественной войны.

## Население
Динамика численности населения
| 1987 | 2002 |
| ---- | ---- |
| ≈140 | 97   |

| 2010 |
| ---- |
| 57   |

### Достопримечательности
Здание сельского клуба, архитектурные особенности которого сразу выдают в нём бывшую церковь, является одним из нескольких сохранившихся на территории Саратовской области памятников деревянного православного зодчества. Построенная в 1865 году тщаниями прихожан Михаило-Архангельская церковь в годы советской власти была закрыта и переоборудована в зернохранилище, стоявшая на столбах колокольня была снесена, вместо разобранного купола была уложена крыша, однако алтарная часть и приделы перестроены не были, и первоначальный облик здания остался частично сохранён.
Рядом с бывшей церковью стоит бронзовый бюст Н. М. Скоморохова, поставленный в 1953 году. Сохранился дом, в котором жил легендарный лётчик. 4 мая 2010 года на нём была торжественно установлена мемориальная доска.
На берегу Волги возле Белогорского стоит открытый в 1975 году монумент лётчикам участникам Великой Отечественной войны — боевой самолет-истребитель. Оригинальные надписи на постаменте не сохранились, их заменили рисунки по бокам и надпись «Славным соколам, защитникам Отечества от благодарных земляков» на лицевой стороне.

## Известные личности
В Белогорском родился и провёл юность дважды Герой Советского Союза Н. М. Скоморохов. В бывшем здании школы в классе, где учился Николай Михайлович, висит его портрет, сохранились парты 1930-х годов. Ежегодно в день рождения лётчика (19 мая) проводится день призывника.

## Фотогалерея

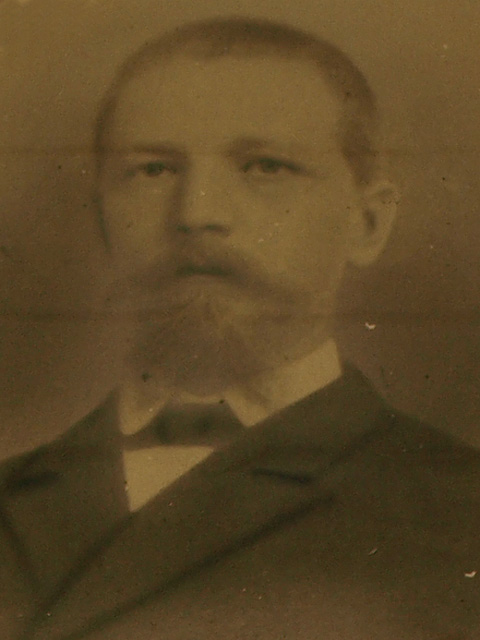
А. Ф. Ухов-Соломин
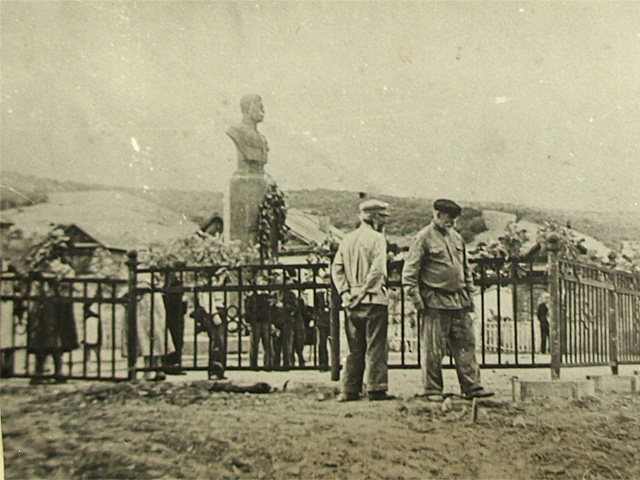
Установка бюста Н. М. Скоморохова
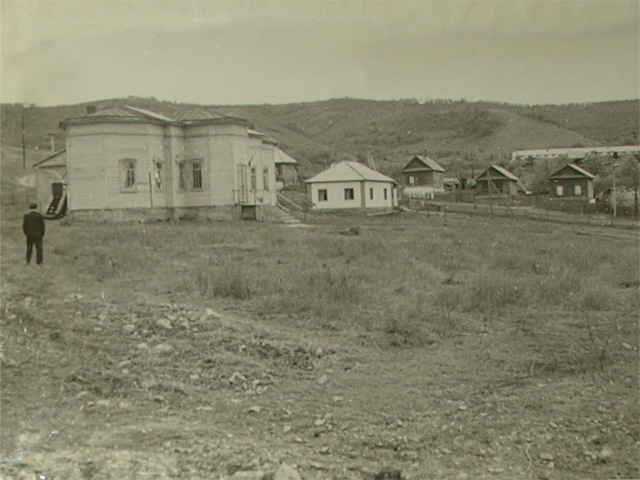
Белогорское в середине XX века
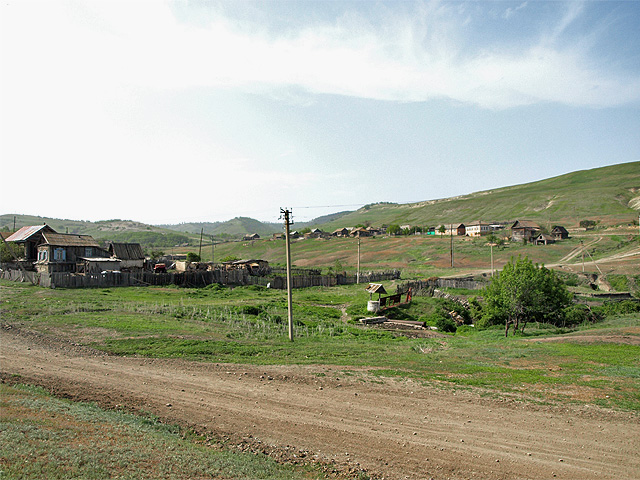
Белогорское сегодня
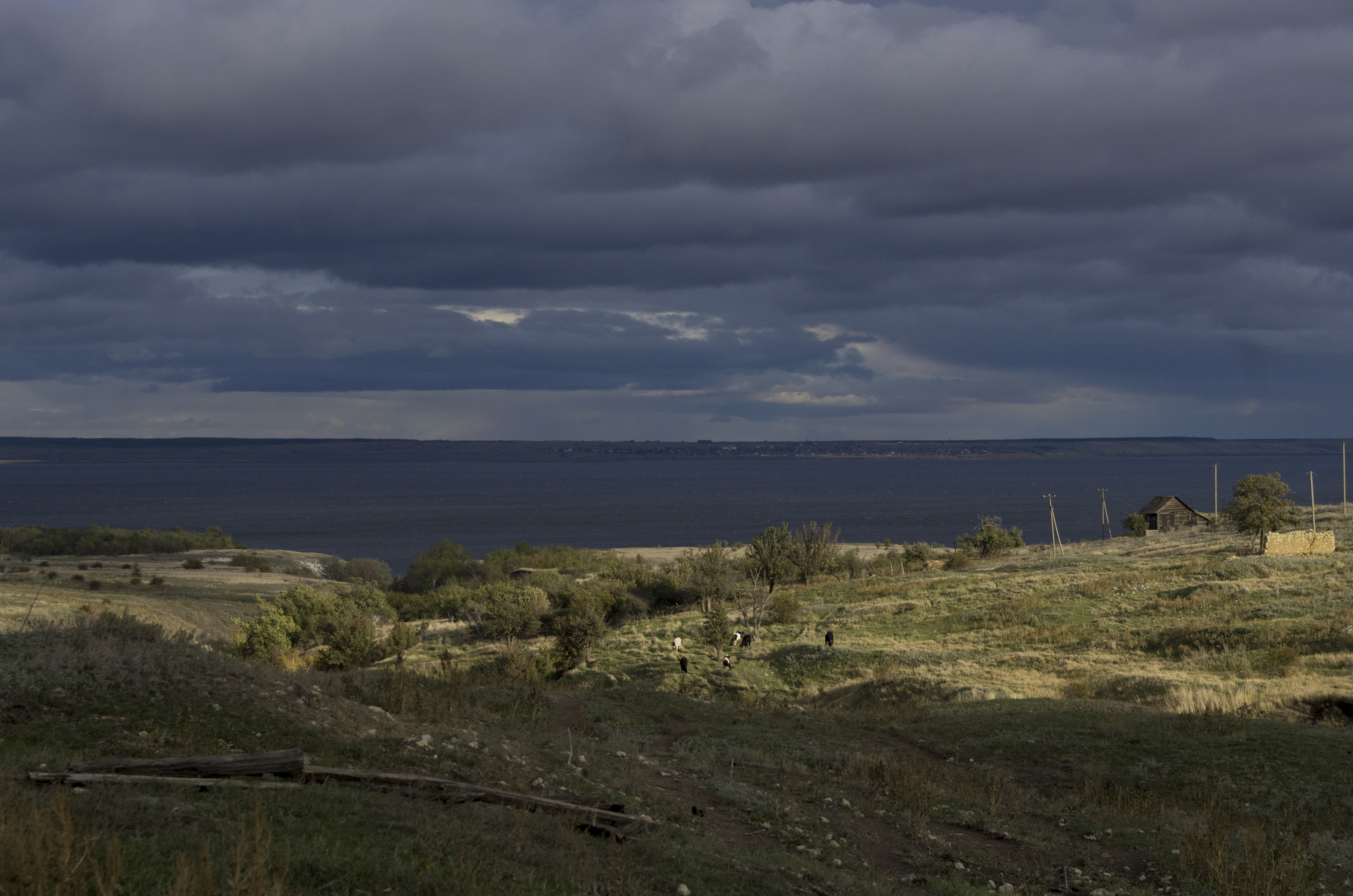
Вид на Волгу
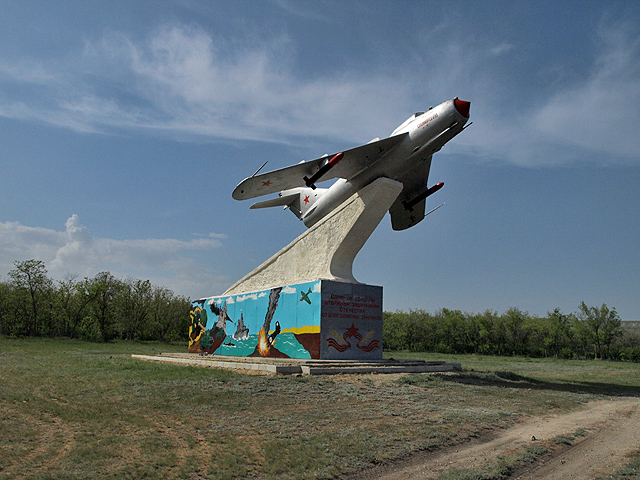
Памятник лётчикам Великой Отечественной войны
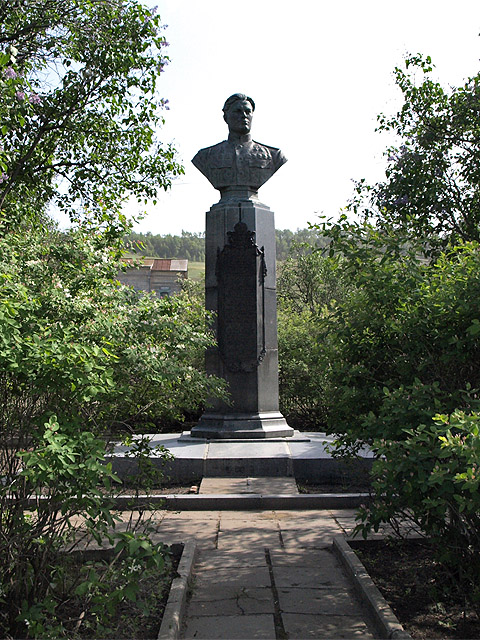
Бюст Н. М. Скоморохова
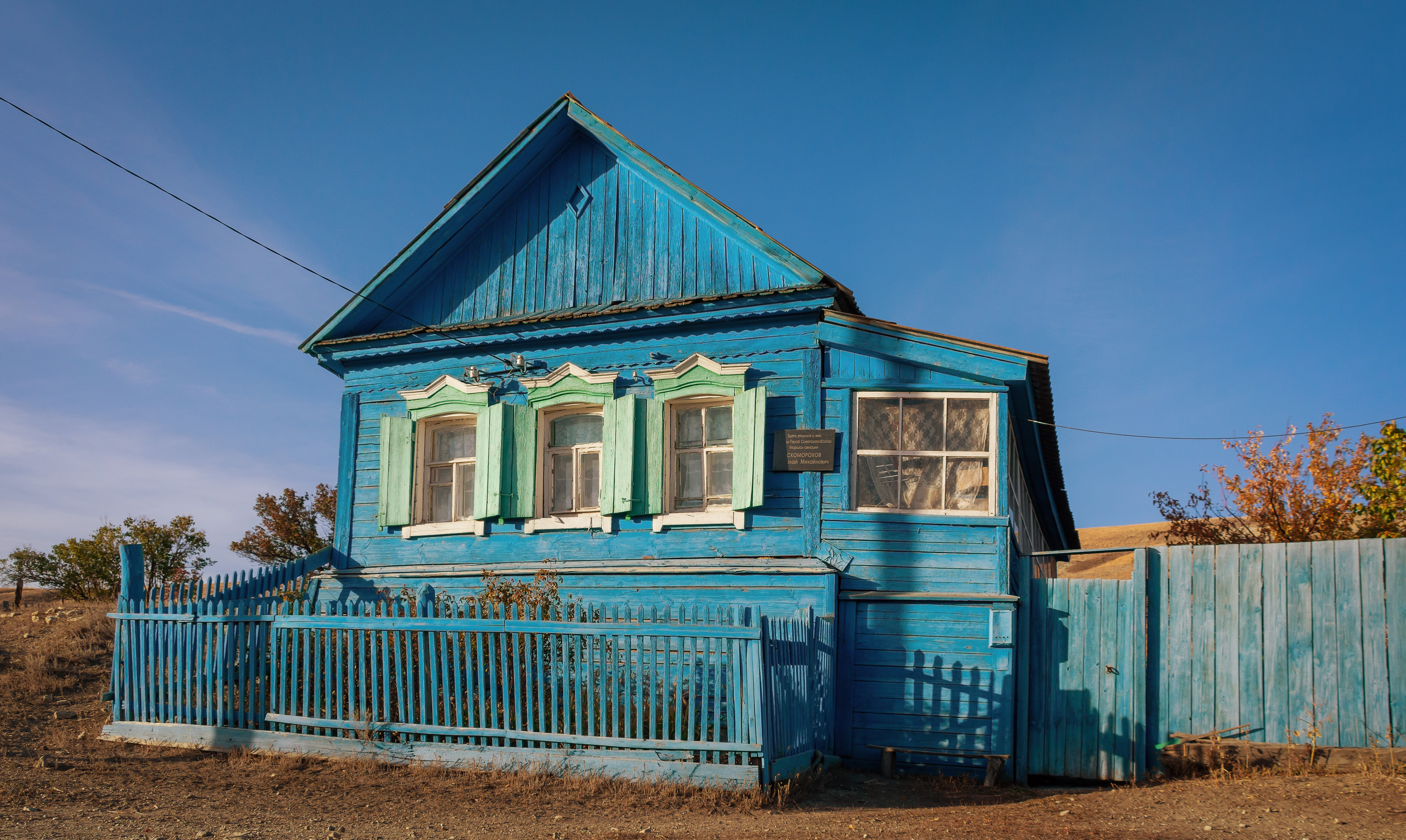
Дом дважды Героя Советского Союза Скоморохова Н.
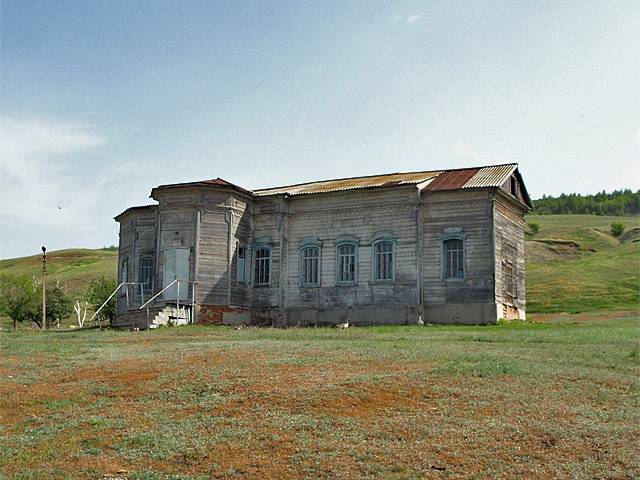
Бывшее здание церкви